# Теорема Віртінгера
Теорема Віртінгера — теорема про геометричні властивості багатовимірного комплексного простору. Встановлює вигляд диференціальної форми, що вимірює об'єми комплексних многовидів. Доведена Вільгельмом Віртінґером у 1936 році .

## Формулювання
Нехай {\displaystyle M\subset C^{n}} — многовид класу {\displaystyle C^{1}} парної дійсної розмірності {\displaystyle 2m}. Об'єм цього многовиду:
{\displaystyle VolM\geqslant {\frac {1}{m!}}\int _{M}\varphi _{0}^{m}},
причому рівність тут досягається тоді й лише тоді, коли {\displaystyle M} — комплексний {\displaystyle m}-вимірний многовид.
Тут диференціальна форма {\displaystyle \varphi _{0}={\frac {i}{2}}\sum _{\nu =1}^{n}dz_{\nu }\wedge {\bar {dz_{\nu }}}={\frac {i}{2}}\partial {\bar {\partial }}\left|z\right|^{2}}, де {\displaystyle \left|z\right|^{2}=\sum z_{\nu }{\bar {z_{\nu }}}} — евклідів квадрат модуля.